# 第40回国民体育大会
第40回国民体育大会（だい40かいこくみんたいいくたいかい）は1985年に開催された国民体育大会である。冬季大会（スケート・アイスホッケー競技）のテーマは「片品国体」、同スキー競技のテーマは「はちのへ国体」、夏季・秋季大会のテーマは「わかとり国体」でスローガンは「明日へ向かって　はばたこう」である。
夏季・秋季大会の開催地である鳥取県は財政規模が小さく、会場の備品や競技の備品として近年の大会で使用した備品を再利用したり、一般家庭を選手や大会関係者の民宿として利用するなど、質素な大会運営をめざした。一部に批判もあった手法だが、県内各地で県民と全国から集まった選手との温かい交流が繰り広げられた。

## 大会概要
| 季    | 期間                      | 開催地                       | 競技数 | 参加者数 |
| ----- | ------------------------- | ---------------------------- | ------ | -------- |
| 冬    | 1985年1月29日 - 2月1日    | 青森県八戸市                 | 2      | 1,932    |
| 冬    | 1985年2月20日 - 2月23日   | 群馬県片品村                 | 1      | 1,893    |
| 夏    | 1985年9月15日 - 9月18日   | 鳥取県米子市・境港市・東郷町 | 4      | 4,487    |
| 秋    | 1985年10月20日 - 10月25日 | 鳥取県                       | 33     | 20,177   |
| 合 計 | 合 計                     | 合 計                        | 40     | 28,489   |

## 冬季大会

### スケート競技会・アイスホッケー競技会
第40回国民体育大会冬季大会スケート・アイスホッケー競技会は、1985年1月29日から2月1日を会期として青森県八戸市で開催された。
- テーマ：八戸国体
- スローガン：えんぶりの里にたくましくさわやかに

#### 実施競技・会場一覧
- 開催地：青森（八戸市）
- 開催期間：1985年（昭和60年）1月29日〜2月1日
- 競技数：2
- 参加者数：1,932名

| 競技名   | 競技名         | 会場地 | 会場                                         |
| -------- | -------------- | ------ | -------------------------------------------- |
| スケート | スピード       | 八戸市 | 長根公園スケートリンク                       |
| スケート | フィギュア     | 八戸市 | 新井田インドアリンク、GODOアイスパレス       |
| スケート | アイスホッケー | 八戸市 | 長根公園スケートリンク、新井田インドアリンク |

### スキー競技会
第40回国民体育大会冬季大会スキー競技会は、1985年2月20日から2月23日を会期として群馬県片品村で開催された。
- テーマ：片品国体
- スローガン：尾瀬に咲く 白い友情

#### 実施競技・会場一覧
- 開催地：群馬県
- 開催期間：1985年（昭和60年）2月20日〜2月23日
- 競技数：1
- 参加者数：1,893名

| 競技名 | 会場地 | 会場           |
| ------ | ------ | -------------- |
| 水泳   | 片品村 | 片品シャンツェ |

## 夏・秋季大会
- 開催地：鳥取県
- テーマ：わかとり国体
- スローガン：明日へ向かって はばたこう
- 大会テーマ曲：
  - Spirit（スピリッツ）　作詞：岡本おさみ、作曲：鈴木キサブロー、歌唱：上條恒彦
  - わかとり音頭　作詞：青木瑞穂、補作：第40回国体県準備委員会、作曲：山路進一、歌唱：佐藤松千恵

## 夏季大会
- 開催地：鳥取（米子市、境港市、東郷町）
- 開催期間：1985年（昭和60年）9月15日〜9月18日
- 競技数：4
- 参加者数：4,487名

### 実施競技・会場一覧
| 競技名 | 競技名     | 会場地 | 会場                           |
| ------ | ---------- | ------ | ------------------------------ |
| 水泳   | 競泳・飛込 | 米子市 | 米子市営東山水泳場             |
| 水泳   | 水球       | 米子市 | 鳥取県立米子工業高等学校プール |
| 漕艇   | 漕艇       | 米子市 | 錦海漕艇場                     |
| ヨット | ヨット     | 境港市 | 境港公共マリーナ               |
| カヌー | カヌー     | 東郷町 | 東郷湖カヌー場                 |

## 秋季大会
- 開催地：鳥取県（26市町村）
- 開催期間：1985年（昭和60年）10月20日〜10月25日
- 競技数：33
- 参加者数：20,177名

### 実施競技・会場一覧
※太字は競技終了後に総合表彰式が行われた会場
| 競技名                   | 競技名                                        | 会場他                      | 会場 | 備考                                                     |
| ------------------------ | --------------------------------------------- | --------------------------- | --- | -------------------------------------------------------- |
| 陸上競技                 | 陸上競技                                      | 鳥取市                      | 鳥取県立布勢総合運動公園陸上競技場                                                                                                 |                                                          |
| サッカー                 | 少年男子                                      | 米子市                      | 米子市営東山陸上競技場 鳥取県立米子高等学校グランド 米子市立東山中学校グランド                                                     |                                                          |
| サッカー                 | 成年男子                                      | 岩美町                      | 岩美町立町民総合運動場 鳥取県立岩美高等学校第2グランド 岩美町立岩美中学校・鳥取県立岩美高等学校併用グランド                        |                                                          |
| テニス（庭球）           | 成年男子 成年女子                             | 倉吉市                      | 倉吉市営庭球場 |                                                          |
| テニス（庭球）           | 少年男子 少年女子                             | 三朝町                      | 町営三朝テニス場 |                                                          |
| ホッケー                 | ホッケー                                      | 郡家町                      | 鳥取県立八頭高等学校第1グランド 郡家町民運動場                                                                                     |                                                          |
| ボクシング               | ボクシング                                    | 溝口町                      | 溝口町立町民体育館 |                                                          |
| バレーボール             | 成年男子6人制 成年女子6人制 少年男子 少年女子 | 倉吉市                      | 鳥取県立倉吉体育文化会館 私立倉吉北高等学校体育館 倉吉市立西中学校体育館 鳥取県立倉吉西高等学校体育館 鳥取県立倉吉東高等学校体育館 |                                                          |
| バレーボール             | 成年男子9人制                                 | 羽合町                      | 組合立北溟中学校体育館 |                                                          |
| バレーボール             | 成年女子9人制                                 | 北条町                      | 北条町町民体育館 |                                                          |
| 体操                     | 競技                                          | 米子市                      | 鳥取県立米子産業体育館 |                                                          |
| 体操                     | 新体操 少年男子 少年女子                      | 鳥取市                      | 鳥取市民体育館 |                                                          |
| バスケットボール         | 成年男子 成年女子                             | 鳥取市                      | 鳥取県立鳥取産業体育館 鳥取市立東中学校体育館 鳥取市立桜ヶ丘中学校体育館 私立鳥取城北高等学校体育館 鳥取県立鳥取農業高等学校体育館 |                                                          |
| バスケットボール         | 少年男子                                      | 気高町                      | 気高町農業者トレーニングセンター 気高町立気高中学校体育館                                                                          |                                                          |
| バスケットボール         | 少年女子                                      | 国府町                      | 国府町民体育館 国府町立国府中学校体育館                                                                                            |                                                          |
| レスリング               | レスリング                                    | 赤碕町                      | 赤碕町農業者トレーニングセンター                                                                                                   |                                                          |
| ウエイトリフティング     | ウエイトリフティング                          | 岩美町                      | 岩美町立町民体育館 岩美町立岩美中学校体育館                                                                                        |                                                          |
| ハンドボール             | ハンドボール                                  | 境港市                      | 鳥取県立境港工業高等学校グランド 鳥取県立境高等学校新体育館 境港第二市民体育館                                                     |                                                          |
| 自転車                   | トラックレース                                | 倉吉市                      | 倉吉自転車競技場 |                                                          |
| 自転車                   | ロードレース                                  | 倉吉市                      | 大山山麓自転車ロードコース | 倉吉市、大栄町、 東伯町、赤碕町、 中山町、大山町、名和町 |
| ソフトテニス（軟式庭球） | ソフトテニス（軟式庭球）                      | 鳥取市                      | 鳥取市千代テニス場 |                                                          |
| 卓球                     | 卓球                                          | 青谷町                      | 青谷町農林漁業者トレーニングセンター                                                                                               |                                                          |
| 軟式野球                 | 成年男子                                      | 鳥取市                      | 鳥取県立布勢総合運動公園野球場 鳥取市営美保球場 鳥取県立鳥取東高等学校第2グランド 鳥取県立鳥取工業高等学校グランド                 |                                                          |
| 軟式野球                 | 少年男子                                      | 郡家町                      | 郡家町営郡家球場 鳥取県立八頭高等学校第2グランド                                                                                   |                                                          |
| 相撲                     | 相撲                                          | 東伯町                      | 東伯町立総合体育館 |                                                          |
| 馬術                     | 馬術                                          | 米子市                      | 特設馬術競技場 |                                                          |
| 柔道                     | 柔道                                          | 境港市                      | 境港市民体育館 |                                                          |
| ソフトボール             | 成年男子                                      | 大山町                      | 大山町町民野球場 大山町農村運動広場                                                                                                |                                                          |
| ソフトボール             | 少年男子                                      | 淀江町                      | 淀江勤務者体育センター 淀江町緑地等利用健康増進施設                                                                                |                                                          |
| ソフトボール             | 成年女子 少年女子                             | 米子市                      | 米子市営スポーツ広場 鳥取県立米子南商業高等学校グランド                                                                            |                                                          |
| フェンシング             | フェンシング                                  | 河原町                      | 河原町総合町民体育館 |                                                          |
| バドミントン             | バドミントン                                  | 大栄町                      | 鳥取県立由良育英高等学校体育館 |                                                          |
| 弓道                     | 近的                                          | 米子市                      | 米子市営弓道場 |                                                          |
| 弓道                     | 遠的                                          | 米子市                      | 米子市営東山公園遠的特設射場 |                                                          |
| ライフル射撃             | CP                                            | 鳥取市                      | 鳥取県警察学校射撃場 |                                                          |
| ライフル射撃             | SAR・SB・ AP・BR                              | 西伯町                      | 鳥取県営ライフル射撃場 西伯町立法勝寺中学校 西伯町立西伯小学校                                                                     |                                                          |
| クレー射撃               | クレー射撃                                    | 鳥取市                      | 鳥取クレー射撃場 |                                                          |
| 剣道                     | 剣道                                          | 鳥取市                      | 鳥取県立鳥取西高等学校講堂 |                                                          |
| ラグビーフットボール     | 成年男子                                      | 米子市                      | 米子市営東山公園球技場 |                                                          |
| ラグビーフットボール     | 少年男子                                      | 倉吉市                      | 倉吉市営ラグビー場 鳥取県立倉吉工業高等学校グランド                                                                                |                                                          |
| 山岳                     | 縦走                                          | 関金町 赤碕町 大山町 江府町 | 大山山系 | 左記4町                                                  |
| 山岳                     | 登攀                                          | 関金町 赤碕町 大山町 江府町 | 船上山 | 赤碕町                                                   |
| 山岳                     | 踏査                                          | 関金町 赤碕町 大山町 江府町 | 大平原踏査会場 関金踏査会場 | 江府町、関金町                                           |
| 空手道                   | 空手道                                        | 智頭町                      | 智頭町民体育館 |                                                          |
| 銃剣道                   | 銃剣道                                        | 福部村                      | 福部村民体育館 |                                                          |
| アーチェリー             | アーチェリー                                  | 東郷町                      | 鳥取県立東郷湖羽合臨海公園スポーツ広場                                                                                             |                                                          |
| なぎなた                 | なぎなた                                      | 岸本町                      | 岸本町立町民体育館 |                                                          |
| 高校野球                 | 硬式                                          | 倉吉市                      | 倉吉市営野球場 鳥取県立倉吉東高等学校グランド                                                                                      | 公開競技                                                 |
| 高校野球                 | 軟式                                          | 三朝町                      | 町営三朝球場 | 公開競技                                                 |
| スポーツ芸術             | 美術展                                        | 鳥取市                      | 鳥取県立博物館 | 公開競技                                                 |
| スポーツ芸術             | 民俗芸能                                      | 鳥取市                      | 鳥取市民会館 | 公開競技                                                 |

参考資料
- 月刊体育施設 : スポーツ施設&マネジメント情報誌 14(9)(174)（体育施設出版、1985年8月）
- 第40回国民体育大会報告書わかとり
- 第40回国民体育大会報告書
- 第40回国民体育大会秋季大会陸上競技

## 総合成績

### 天皇杯
- 1位 - 鳥取県
- 2位 - 埼玉県
- 3位 - 東京都

### 皇后杯
- 1位 - 鳥取県
- 2位 - 大阪府
- 3位 - 東京都